# 友達がいるのさ
「友達がいるのさ」（ともだちがいるのさ）は、エレファントカシマシの33rdシングル。CD+DVDで構成された2枚組。東芝EMI/FAITHFUL.から2004年9月1日に発売。アルバム『風』先行シングルで、東芝EMI在籍最後のシングル。

## 概要
宮本浩次が「友達がいるのさ」、「明日もまた出かけよう」と語りかける内容で「出かけよう」と繰り返されるフレーズが印象的な歌詞である。当初は宮本が全面的に作曲・編曲を手がけていたが、久保田光太郎が編曲に加わり、かなり曲風が変化している。宮本はインタビューなどでこの曲について語るときに、「友達がいるのさ」とは言わずに、この曲の冒頭の歌詞の部分である「東京中の電気を消して…」をタイトル代わりに紹介することがままある。ライブの行われる場所によって、歌いだしの歌詞を変えることがある。大阪の場合は「大阪中の…」となり、ROCK IN JAPAN FESTIVALの場合は「ひたちなか中の…」といった具合である。
本作同封DVDは、2004年7月3日に日比谷公園大音楽堂で行われたライブから、10年ぶりの近藤等則との競演による「東京の空」を収録。

## 収録曲
全作詞・作曲：宮本浩次
1. 友達がいるのさ
  - 編曲：久保田光太郎・エレファントカシマシ
2. DJ in my life（編曲表記無し）